# Calodesma approximata
Calodesma approximata är en fjärilsart som beskrevs av Erich Martin Hering 1925. Calodesma approximata ingår i släktet Calodesma och familjen björnspinnare. Inga underarter finns listade i Catalogue of Life.